# Kunstverein Laterne
Der Kunstverein Laterne e. V. ist ein gemeinnütziger Verein in Chemnitz.
Er betreibt seit 1992 die gleichnamige Galerie und gibt mit der „Laterne-Zeitung“ die einzige durchgängig bis heute erscheinende Kunstzeitschrift in der Region heraus.

## Geschichte

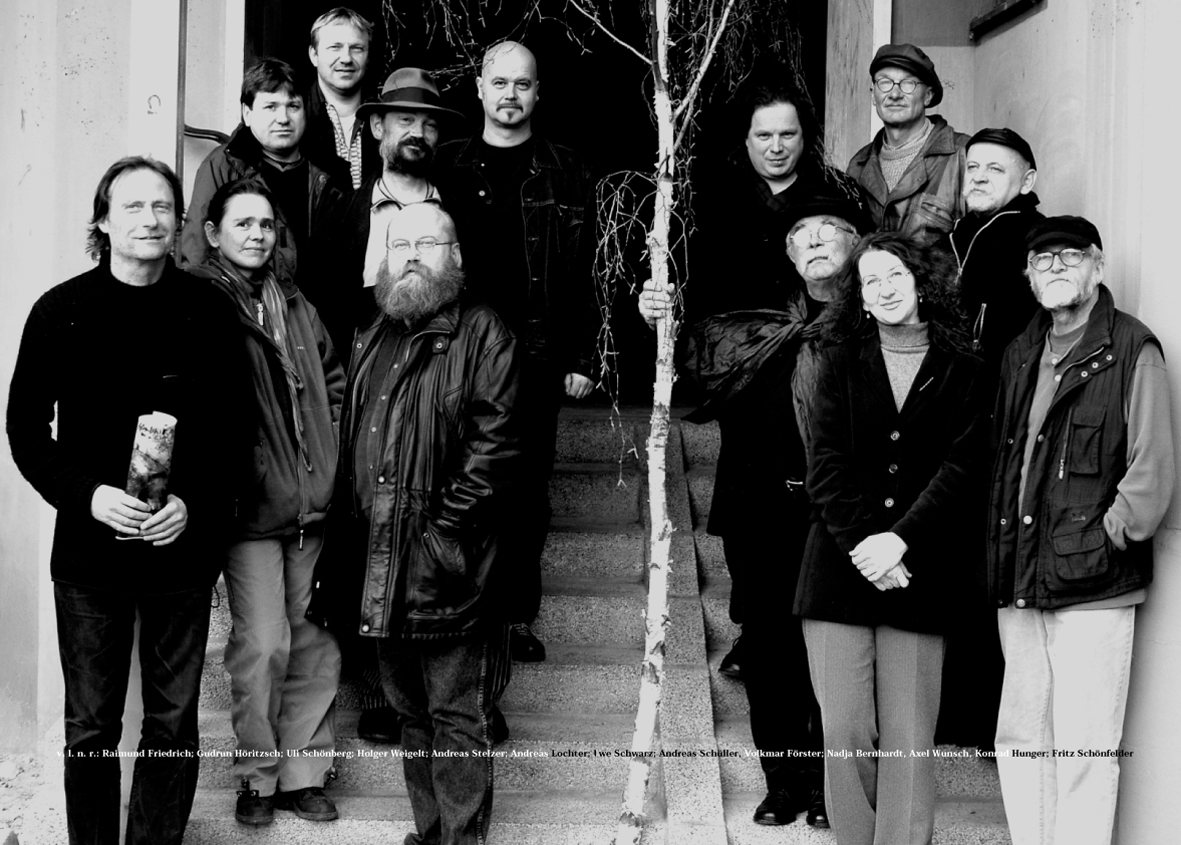
Mitglieder des Kunstvereins, 2003

Der Galeriegründung gingen seit 1987, also noch vor der „Wende“, Ausstellungen in Atelierräumen von Andreas Thomas Schüller und Matthias Stein (* 1954)  in der Fritz-Reuter-Str. 20 voraus.
Nach einer Pause Ende der 1980er Jahre wurde die Ausstellungstätigkeit ab 1990 am neuen Standort, Dresdener Straße 92, wieder aufgenommen. Spätere Adressen waren Jakobstraße 38 (ab 1998) und der „Salamandersaal“ der Stadtbibliothek (Haus am Schillerplatz, ab 1999). Seit dem Jahr 2000 befindet sich die Galerie in der Karl-Liebknecht-Straße 19.
Zu den Aktivitäten des Kunstvereins gehörten anfangs neben der Förderung regionaler Kunst im regen Austausch mit Künstlern, Gruppen und Vereinen aus dem In- und Ausland die Übernahme soziokultureller Aufgaben wie kreative Arbeit mit Kindern aus dem Stadtteil Sonnenberg, Ausschreibungen von Wettbewerben (Fotografie, Mail-Art) und die Ausrichtung des „Chemnitzer Herbstsalons“ auf Schloss Augustusburg, weiterhin die Organisation von Pleinairs mit zum Teil internationaler Beteiligung, Vorstellungen des Vereins außer Haus in verschiedenen Gebäuden der Stadt und des Umlands, Reisen der Künstlergruppe u. a. nach Polen, Finnland und der Schweiz bestimmten das Profil.
Seit jüngster Zeit betreut der Verein Künstlernachlässe. Räumlichkeiten dafür konnten in der ehemaligen Chemnitzer Schönherr-Fabrik gemietet werden.

## Geschichte: „Galerie Boykott“
Seit Frühjahr 1987 stellten die Chemnitzer Künstler Andreas Schüller und Matthias Stein in einem leerstehenden Hinterhaus der Fritz-Reuter-Str. 20 abseits vom offiziellen Galeriebetrieb Arbeiten ihrer Kollegen aus. Gezeigt wurde Kunst von Generationsgefährten, meist Autodidakten. Obwohl man sich eher als Ergänzung bzw. Erweiterung der bestehenden Kulturszene empfand, wurden die Aktivitäten vom MfS unter dem Aktennamen „Boykott“ erfasst und beobachtet. Nach zwei Jahren und etwa einem Dutzend Ausstellungen kam die Galeriearbeit vorerst zum Erliegen.
1992 wurde sie im nächsten Atelier von Schüller, Dresdner Straße 92, wieder aufgenommen. Am 1. Oktober 1991 gründete sich der Verein unter dem Namen „Totales Theater Chemnitz e. V.“, am 28. Oktober 1991 wurde er als „Kunstverein LATERNE e.V.“ ins Register eingetragen. Gründungsmitglieder waren die Chemnitzer bildenden Künstler Gudrun Höritzsch, Jürgen Höritzsch (* 1958), Matthias Stein, Edgar Waltz, Andreas Stelzer (* 1954), Holger Weigelt und Andreas Schüller. In der ersten Ausstellung wurde naive Malerei von Renate Linke gezeigt, später u. a. eine Ausstellung des Chemnitzer Band- und Kunstprojekts AG. Geige, das auch schon in der Fritz-Reuter-Straße ausgestellt hatte und auch zu anderen Vernissagen auftrat, wie auch eine Vorstellung der Kunstmappe A3.
In einem Sonderheft der „Laterne-Zeitung“ zur Ausstellung „Galerie Boykott“ im Jahr 2010 findet sich die frühe Galeriegeschichte aufgearbeitet.

## Ausstellungen
Aktuell gehören 18 Künstler zur aktiven Gruppe.
Darüber hinaus werden Künstler und Projekte aus Deutschland und den Nachbarländern vorgestellt. Neben bereits durchgesetzten Positionen auch bislang unbekannte und Outsider-Kunst.
Einzelne Wettbewerbe und Mail-Art-Projekte fanden mit weltweiter Beteiligung statt.

## Aktivitäten
Der Kunstverein veranstaltete von 2004 bis 2011 den „Chemnitzer Herbstsalon“ auf dem Haferboden von Schloss Augustusburg. Angesprochen waren alle bildenden Künstler, die in Mittel- bis Südwestsachsen leben und arbeiteten. Eine Jury entschied über die Teilnahme. Zu jedem Chemnitzer Herbstsalon wurde ein Katalog erstellt.

## Publikationen
Die Kunstzeitschrift „Laterne-Zeitung“ erscheint seit 1992 in 5–6 Ausgaben pro Jahr, mit einer Auflage von 100 Stück, ca. 60 Seiten, mit größtenteils mehrfarbigen Abbildungen, sowie 10–20 Vorzugsausgaben mit Originalgrafik, vertrieben über Galerieverkauf bzw. Abonnement, gibt Informationen zu den aktuellen Ausstellungen, meist mit Interviews oder Essays, äußert sich zu kulturpolitischen Fragen, liefert Ausstellungsrezensionen, Werkstatt- und Reiseberichte sowie literarische Arbeiten, Glossen etc. Die Autoren kommen aus dem Galerieumfeld oder dem der ausstellenden Künstler.

## Künstlernachlässe, Schönherrfabrik
In zwei Räumen der ehemaligen Chemnitzer Schönherrfabrik werden Nach- und Vorlässe von Künstlern aus der sächsischen Region aufbewahrt, archiviert und der Öffentlichkeit zugänglich gemacht. Aktuell handelt es sich u. a. um den Nachlass von Christine Holscher und Vorlässe von Andreas Schüller, Fritz Schönfelder und Jörg Seifert.